# NGC 1959
NGC 1959 is een open sterrenhoop in de Grote Magelhaense Wolk in het sterrenbeeld Tafelberg. Het hemelobject werd in 1834 ontdekt door de Britse astronoom John Herschel.

## Synoniemen
- ESO 56-SC120